# غاز کوتوله سبز
غاز کوتوله سبز (نام علمی: Nettapus pulchellus) یک مرغابی شاخه‌نشین است که در جنوب گینه نو و شمال استرالیا تولیدمثل می‌کند. 
سوت نر صدای بلند و ماده صدای کمتری دارد. 